# Evans Chebet
Evans Chebet (10 novembre 1988) è un maratoneta keniota.

## Biografia
Vincendo in 2h03'00" la Maratona di Valencia del 2020 ha stabilito il quinto tempo di sempre sulla distanza della maratona (in seguito diventato ottavo ex aequo con Gabriel Geay nel corso degli anni seguenti).

## Competizioni internazionali
2014
- Argento alla Maratona di Praga ( Praga) - 2h08'17"

2015
- Argento alla Maratona di Praga ( Praga) - 2h08'50"

2016
- Bronzo alla Maratona di Berlino ( Berlino) - 2h05'31"
- Argento alla Maratona di Seul ( Seul) - 2h05'33"

2017
- 4º alla Maratona di Tokyo ( Tokyo) - 2h06'42"
- Argento alla Maratona di Valencia ( Valencia) - 2h05'30"

2019
- Argento alla Milano Marathon ( Milano) - 2h07'22"
- Oro alla Maratona di Buenos Aires ( Buenos Aires) - 2h05'00"

2020
- Oro alla Maratona del lago Biwa ( Ōtsu) - 2h07'29"
- Oro alla Maratona di Valencia ( Valencia) - 2h03'00"

2021
- 4º alla Maratona di Londra ( Londra) - 2h05'43"

2022
- Oro alla Maratona di Boston ( Boston) - 2h06'51"
- Oro alla Maratona di New York ( New York) - 2h08'41"

2023
- Oro alla Maratona di Boston ( Boston) - 2h05'54"

2024
- Bronzo alla Maratona di Boston ( Boston) - 2h07'22"
- Argento alla Maratona di New York ( New York) - 2h07'45"